# 大爱清尘
大爱清尘，全称“大爱清尘·寻救尘肺病农民兄弟大行动”，是由中华社会救助基金会、王克勤团队联合发起，腾讯网、搜狐网、新浪网、支付宝公益、天涯虚拟社区公益核心支持，旨在寻找与救助尘肺病农民患者的公益活动。行动口号：能救一个是一个，能帮一点是一点。

## 起因
- 2009年6月，发生张海超事件，又称“开胸验肺”，将中国劳工的尘肺病问题暴露于公众视野内。

卫生部2011年4月18日公布的《2010年职业病防治工作情况和2011年重点工作》显示，中国30个省、自治区、直辖市2010年新发职业病27240例，其中尘肺病23812例，占87.42%。截至2010年底，我国现有尘肺病患者达527431例，尘肺病的发病率高居职业病之首。
- 2011年6月15日，大爱清尘项目启动，张海超被聘为此行动的爱心大使。[2]

## 现状
- 2011年8月，首批得到救助的10名农民工并且已经稳定，之前，此10人均为尘肺病III期的危重患者。[3]
- 截止2011年9月，此活动救助对象中，19人死亡，11人完成救助，18人正在救助，81人等待救助，收到善款78万余元，已使用32万余元。
- 2012年5月，王克勤在接受安徽商报采访时表示，中国目前有600多万尘肺病农民，已接受社会捐助400多万元，救助215位尘肺病患者。[4]

## 引用来源
1. ↑  .   [2011-09-03]. （原始内容存档于2016-03-04）.
2. ↑  . 新京报. 2011-06-17  [2011-09-03]. （原始内容存档于2016-03-04）.
3. ↑  . 陕广新闻FM101.8. 2011-08-09  [2011-09-03]. （原始内容存档于2013-05-12）.
4. ↑  . 安徽商报. 2012-05-27  [2012-06-05]. （原始内容存档于2019-09-15）.